# Kościół św. Marcina w Kaczanowie
Kościół św. Marcina w Kaczanowie – zabytkowy drewniany rzymskokatolicki kościół parafialny w Kaczanowie, w powiecie wrzesińskim, w województwie wielkopolskim. 
Jednonawowy kościół Świętego Marcina z XVIII wieku, przebudowywany w XIX i XX wieku. Polichromia została wykonana w 1958 przez Edmunda Budasza.
Przy kościele stoi rzeźbiony słup z 1855. Na jego szczycie umieszczono figurę  św. Jana Nepomucena, a na bokach widnieje szereg płaskorzeźb o tematyce religijnej i patriotycznej. Autorem tej rzeźby jest urodzony w Kaczanowie Józef Kalasanty Jakubowski (1786-1877), absolwent gimnazjum w Trzemesznie, profesor gimnazjum św. Marii Magdaleny w Poznaniu.

## Galeria

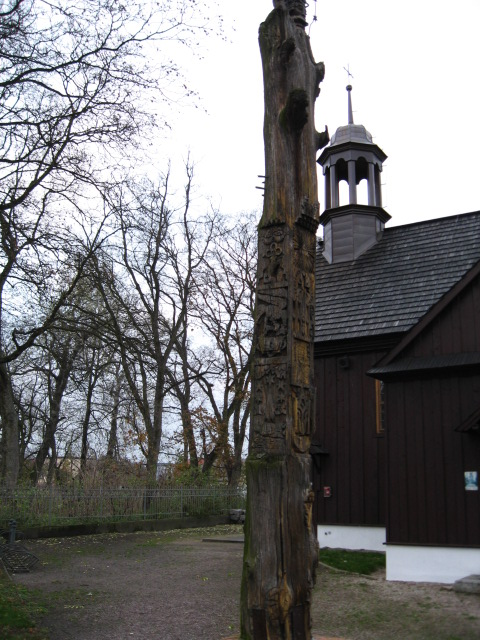
Drewniany słup przy kościele
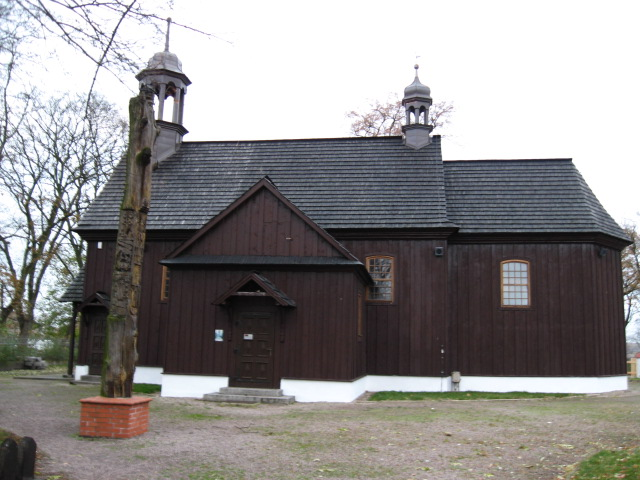
Widok od przodu
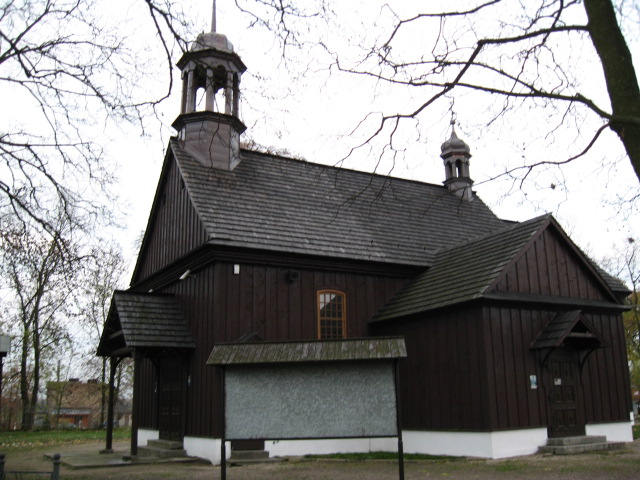
Widok na tablicę ogłoszeń
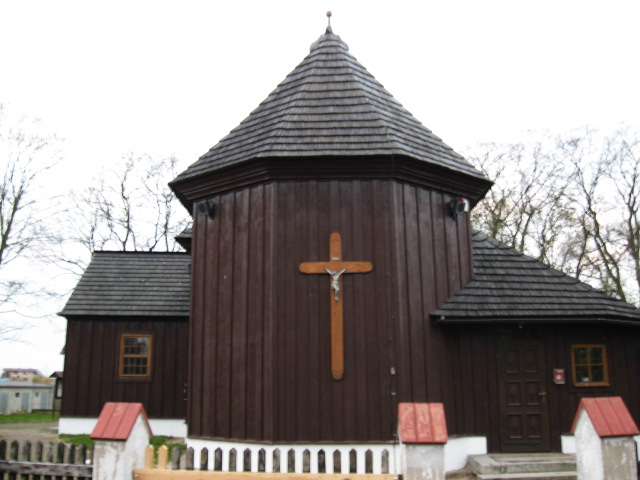
Widok od prawej strony
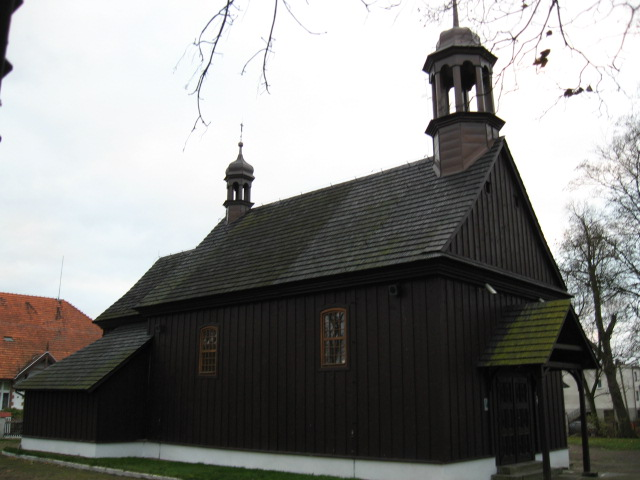
Widok od tyłu